# Смородинка (Рославльский район)
Смородинка — деревня в Рославльском районе Смоленской области России. Входит в состав Кирилловского сельского поселения. Население — 42 жителя (2007 год). 
Расположена в южной части области в 4,5 км к востоку от Рославля, в 6 км южнее автодороги А101 Москва — Варшава («Старая Польская» или «Варшавка»), на берегу реки Остёр. В 3 км южнее деревни расположена железнодорожная станция Рославль-2 на линии Рославль — Фаянсовая. 

## История
В годы Великой Отечественной войны деревня была оккупирована гитлеровскими войсками в августе 1941 года, освобождена в сентябре 1943 года.